# Aspericreta favulosa
Aspericreta favulosa är en mossdjursart som först beskrevs av Hayward och Thorpe 1989.  Aspericreta favulosa ingår i släktet Aspericreta och familjen Smittinidae. Inga underarter finns listade i Catalogue of Life.